# Noureddine Morceli
Noureddine Morceli (* 28. února 1970 Ténès) je bývalý alžírský atlet, běžec, olympijský vítěz, trojnásobný mistr světa a halový mistr světa v běhu na 1500 metrů.
V roce 1988 získal stříbrnou medaili na juniorském mistrovství světa v kanadském Sudbury. Do světové špičky v běhu na 1 500 metrů se dostal ve svých 21 letech (přesně v den svých narozenin vytvořil světový halový rekord na tuto trať časem 3:34,16). V následujícím roce 1992 neuspěl v olympijském finále běhu na 1500 metrů, kde skončil sedmý. Rok 1993 mu přinesl překonání světového rekordu na jednu míli časem 3:44,39. O rok později vytvořil světový rekord v běhu na 3000 metrů časem 7:25,11. Na čele světových tabulek zůstal rovněž v roce 1995, kdy se stal světovým rekordmanem na tratích 1500 a 2000 metrů (v časech 3:27,37 a 4:47,88). Největšího medailového úspěchu dosáhl v roce 1996 na olympiádě v Atlantě, kde získal zlatou medaili v běhu na 1500 metrů v čase 3:35,78.